# Fennena av Kujáva
Fennena av Kujáva, född 1276, död 1295, var en ungersk drottning, gift 1290 med kung Andreas III av Ungern. Hon var dotter till den polske prinsen hertig Ziemomysł av Inowrocław och Salome av Pommern och därmed brorsdotter till Vladislav I Lokietek. Hennes namn var bibliskt och ovanligt i Polen.  
Äktenskapet var bekräftelsen av en alliansfördrag mellan Ungern och Polen som slöts i juli 1290 efter makens tronbestigning. Vigseln skedde i september eller november 1290 och hon kröntes troligen snart efteråt. Äktenskapsalliansen resulterade i att hennes man hjälpte hennes farbror att bli kung i Polen och att denne hjälpte hennes man mot tronpretendenterna i Neapel. Fennena tycks inte ha spelat någon större roll vid hovet som person. Det sista dokument som undertecknades av henne utfärdades 8 september 1295. Hon fick en dotter, Elisabet (1292-1338), som av sin styvmor tvingades att bli nunna 1301.    